# Abasan al-Kabira
Abasan al-Kabira (Arabisch: عبسان الكبيرة) is een Palestijnse stad in het gouvernement Khan Yunis in het zuiden van de Gazastrook, zo'n vier kilometer ten zuidoosten van de stad Khan Younis bij de grens met Israël. De stad ligt zo'n 75 meter boven de zeespiegel. Abasan al-Kabira telde in 2016 23.914 inwoners.

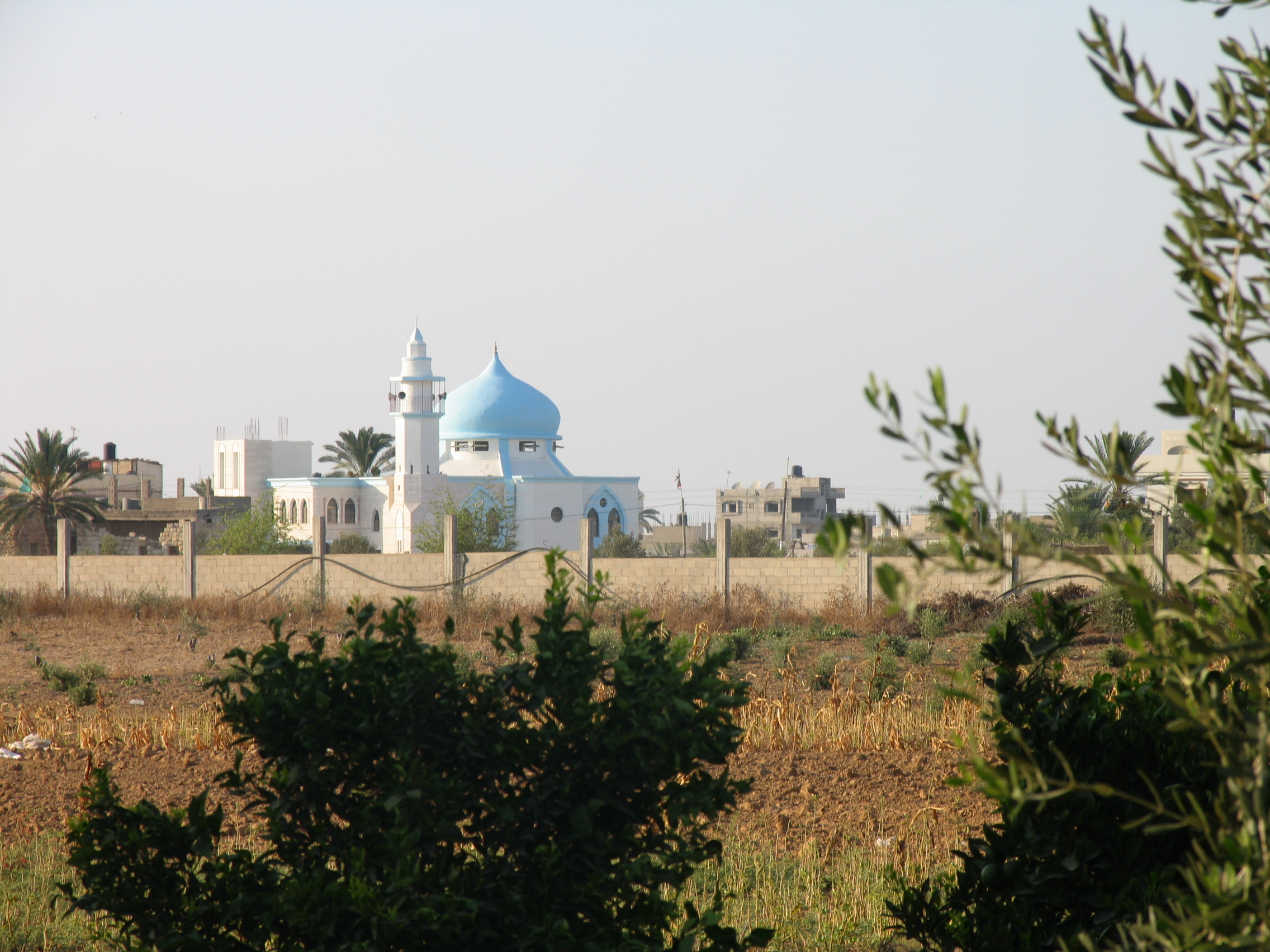